# Републикански път III-9004
Републикански път IIІ-9004 е третокласен път, част от Републиканската пътна мрежа на България, преминаващ изцяло по територията на Варненска област. Дължината му е 40 km.
Пътят се отклонява надясно при 109 km на Републикански път I-9 непосредствено след Аспаруховия мост, югозападно от град Варна и се насочва на запад покрай южния бряг на Варненското езеро. Минава през село Константиново и град Белослав и продължава в югозападна посока вече покрай южния бряг на Белославското езеро. При село Разделна слиза в долината на Провадийска река, пресича я, заобикаля от юг през селата Падина и Житница южните разклонения на Добринското плато, отново пресича Провадийска река и непосредствено след моста, в района на солната мина южно от град Провадия се свързва с Републикански път III-904 при неговия 38,6 km.
| Пътища, отклоняващи се надясно (населено място, № на пътя, посока на пътя) | km   | Пътища, отклоняващи се наляво (посока на пътя, № на пътя, населено място) |
| -------------------------------------------------------------------------- | ---- | ------------------------------------------------------------------------- |
| Община Варна, I-9, 109 km → .                                              | 0,0  | → 109 km, I-9, Община Варна → 0 km, автомагистрала „Черно море“           |
|                                                                            | 2,7  | → общински път (за с. Звездица)                                           |
| с. Константиново                                                           | 7,4  | с. Константиново                                                          |
| Община Белослав                                                            | 11,4 | Община Белослав                                                           |
| гр. Белослав                                                               | 14,8 | гр. Белослав                                                              |
|                                                                            | 18,2 | → общински път (за 12,9 km на III-9006)                                   |
| с. Разделна                                                                | 22   | с. Разделна                                                               |
| Община Аврен                                                               | 23,5 | Община Аврен                                                              |
| (до гр. Девня) III-9044, 17,9 km ←                                         | 24,8 |                                                                           |
|                                                                            | 25,8 | ← 16,9 km, III-9044 (от 17,5 km на III-904)                               |
| с. Падина                                                                  | 27,6 | с. Падина                                                                 |
| Община Провадия                                                            | 30,2 | Община Провадия                                                           |
| (за с. Царевци) общински път, с. Житница ←                                 | 33,2 | с. Житница                                                                |
| с. Житница                                                                 | 34   | → с. Житница, общински път (за с. Манастир)                               |
| (до гр. Провадия) III-904, 38,6 km ←                                       | 40,0 | ← 38,6 km, III-904 (от с. Старо Оряхово)                                  |

Забележка
1. ↑  На протежение от 1 km, от km 24,8 до km 25,8 Републикански път III-9004 се дублира с Републикански път III-9044, от km 17,9 до km 16,9